# Captrain France
Captrain France, fino al 2021 VFLI, è una compagnia ferroviaria francese operante trasporto merci, controllata di SNCF Logistics. L'impresa è stata fondata nel 1998 come una compagnia low cost per il trasporto merci su rotaia.

## Storia
VFLI nasce nel 1998 da SNCF come impresa ferroviaria "low cost", inizialmente la compagnia operò su due sistemi ferroviari: sulle Voies Ferrées des Landes (VFL) e le miniere di potassio dell'Alsazia (Mines Dominiales de Potasse d'Alsace).
Nel 2000 iniziò una "joint venture" con l'impresa ferroviaria Compagnie des chemins de fer départementaux (CFD) divenendo Voies Ferrées du Morvan (Ferrovie del Morvan) e operando sugli 87 km della ferrovia Avallon-Autun, e nel 2001 prese controllo delle operazioni su Houllières du Bassin de Lorraine (HBL) tramite la sussidiaria VFLI Cargo.
Fino al 2007 l'impresa era coinvolta nella costruzione della LGV Est attraverso la sussidiaria Fertis.
Nel 2007, VFLI ottenne la certificazione per l'effettuazione di treni su tutta la rete ferroviaria francese, gestita da Réseau ferré de France. Già dal 2008 metteva a disposizione servizi per circa quaranta siti industriali, con clienti tra i quali Rhodia, Arkema, Arcelor, Renault e Coke de Carling, Ciments français, Lafarge, Elf, Port Edouard Herriot (Lione), ALZ, Smurfit SCF in Facture e PSA (Trnava, Slovacchia).
Altri contratti includono il trasporto di scarti di combustione dall'impianto Protires, specializzato nel trattamento di rifiuti, a Strasburgo, lavoro in subappalto da SNCF e operazioni portuali.

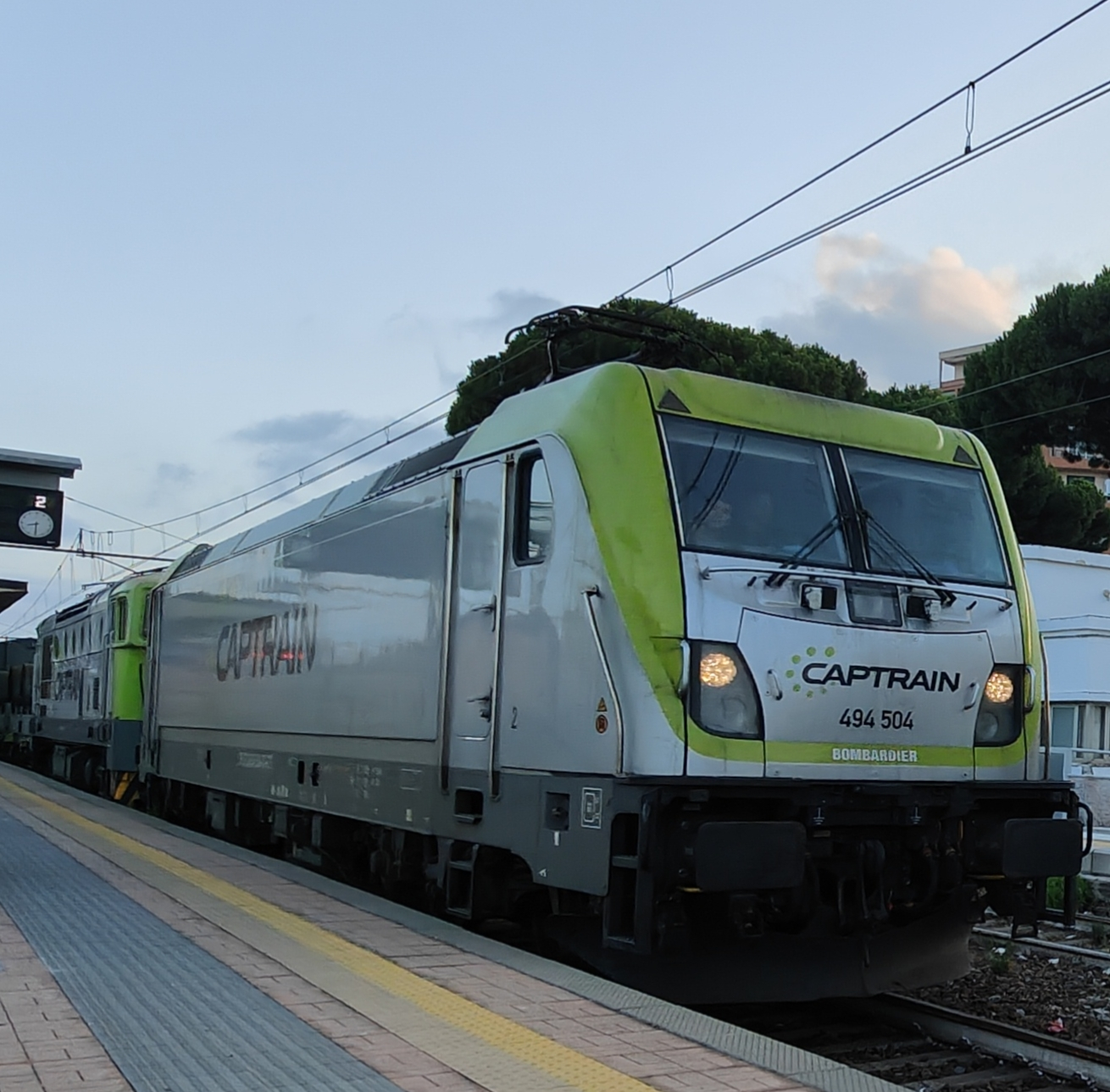
La locomotiva Captrain del gruppo 494 ad Albenga con un carico di coils

Nel gennaio del 2021, VFLI viene rebrandizzata in Captrain France.

### Attività recenti

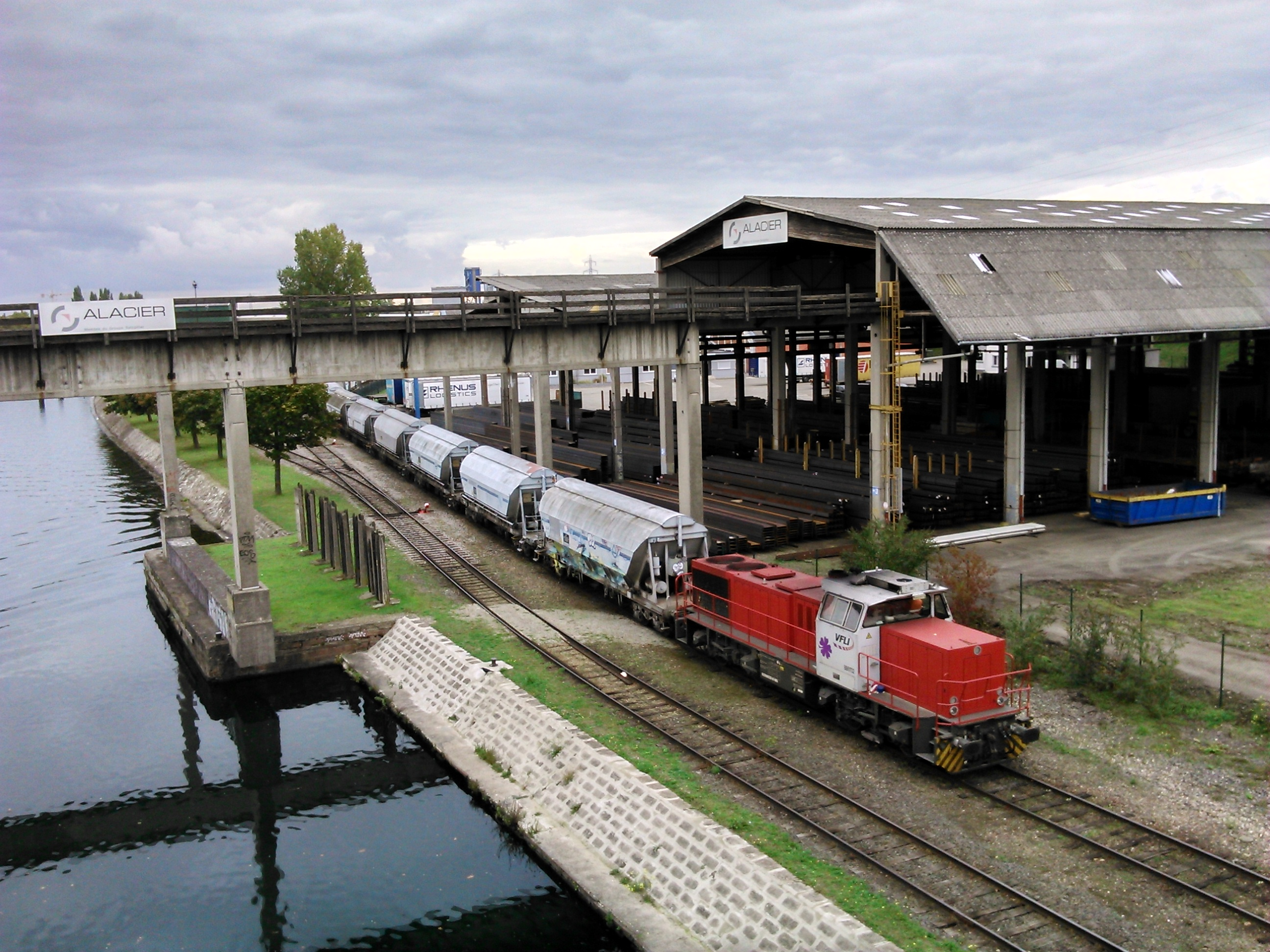
Treno merci a Rhin, Strasburgo

Al 2012 le operazioni di VFLI sono concentrate su quattro aree principali: traffico merci generale in Francia, traffico diretto a siti industriali, trasporto di infrastrutture ferroviarie su rotaia e operazioni a corto raggio come su raccordi portuali.
Il traffico principale ammontava nel 2011 a circa due terzi degli affari di VFLI, ossia 67.7 milioni di euro, comparati ai 5.4 milioni di euro nel 2007.

## Parco rotabili e depositi
Nel 2010 VFLI possedeva circa 100 locomotive diesel, per la maggior parte da manovra o per viaggi brevi insieme a circa 800 carri merci.

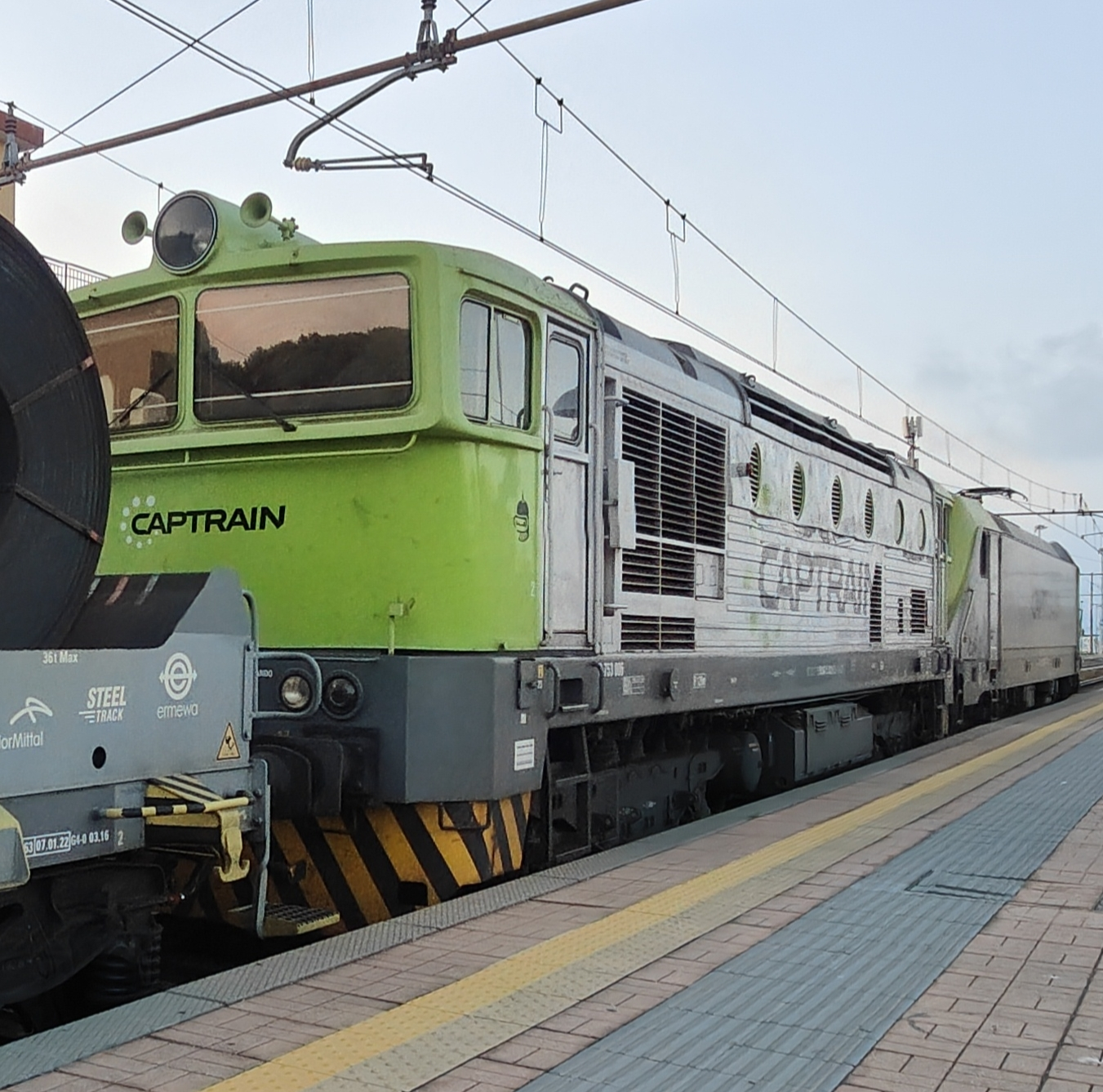
La locomotiva D.753 Captrain France in transito ad Albenga trainato dalla 494.504 con un carico di coils

L'impresa opera anche in officine per materiale rotabile per manutenzione e ristrutturazione di materiale da trazione e rimorchiato.

### Esplicative
1. ↑  Fertis acquisì locomotive "Class 56" e "Class 58" da EWS, per impiegarli su treni lavori[4].
2. ↑  Contratto concluso a fine 2007.